# چه‌گوش
چقوش یکی از روستاهای استان آذربایجان شرقی است که نزدیک به دهستان رازلیق در بخش مرکزی شهرستان سرآب واقع شده‌است. روستای چقوش در سال ۱۳۸۵، ۱۵۰۰ نفر جمعیت داشت. این روستا با شهرستان سرآب تنها ۳ کیلومتر فاصله دارد و یکی از نزدیک‌ترین روستاهای شهرستان سرآب می‌باشد. این روستا محل زندگی تورکان چووش بوده است و از آن نام گرفته شده.
‌